# Arisa亞里紗
《ARISA》是安藤夏美的日本少女漫画作品。Nakayoshi（讲谈社）从2009年2月号到2012年9月号间连载，双胞胎交换身份题材的悬疑作品。全12卷。

## 梗概
在小学五年级时，两亲离婚分开了双胞胎姐妹，上原津羽紗和园田亞理紗。3年过后两人再会，企图交换身份生活一日。

## 出場角色
上原都羽紗
園田亞里紗的雙胞胎姐姐，雖有著「東中的鬼姬」稱號但內心其實嚮往可愛少女的舉止與妝扮。父母離婚後跟著爸爸一起生活，後來染成金髮。在亞理紗跳樓自殺之後扮成亞里紗調查2年B班的『秘密』。
園田亞理紗
私立姬椿中學，2年B班的班長。上原都羽紗的雙胞胎妹妹。在父母離婚後跟著媽媽一起生活。第一任國王，後因被篡位卻阻止不了國王時間而選擇跳樓自殺，但自殺未遂。

### 5人勇者
真鍋明良
亞理紗的同班同學。2年B班的問題兒童。密碼8001的持有人。
山下綠
亞里紗的男朋友，密碼4632的持有人，篡位的現任『國王』。劍道社的社員之一。
玖堂零
密碼7426的持有人，有心臟病，喜歡亞理紗。亞理紗聊天室的對像。暱稱是『K』，想出國王時間的人。
高木毬子
密碼2571的持有人，亞理紗的好朋友。是2年B班第一個許願的人。被國王取消勇士資格後轉學到東堂學園。
望月靜華
密碼3903的持有人，真鍋明良的青梅竹馬，是2年B班第一個收到叛徒卡的人。憎恨著亞理紗。